# The Green Helmet
The Green Helmet – brytyjski dramat filmowy w reżyserii Michaela Forlonga wydany 20 kwietnia 1961 roku.
Film zarobił 950 000 dolarów amerykańskich.

## Obsada
Źródło: Filmweb

- Tutte Lemkow – Carlo Zaraga
- Harold Kasket – Lupi
- Ferdy Mayne – Rossano
- Roy Salvadori (on sam)
- Mike Salmon (on sam)
- Steve Ouvaroff (on sam)
- John Coundley (on sam)
- Lloyd Casner (on sam)